# برايان كينان
برايان كينان (بالإنجليزية: Brian Keenan)‏ هو طبال أمريكي، ولد في 28 يناير 1943، وتوفي في 5 أكتوبر 1985.

## وصلات خارجية
- برايان كينان على موقع ميوزك برينز (الإنجليزية)
- برايان كينان على موقع ديسكوغز (الإنجليزية)